# Ervis Koçi
Ervis Koçi (ur. 13 listopada 1984 w Kukësie) – albański piłkarz.